# Martim Afonso de Melo Coutinho
Martim Afonso de Melo Coutinho, ou apenas Martim Afonso de Melo (c. 1480 - antes de 1523), fidalgo da Casa Real, membro do Conselho Régio, Capitão de Mazagão, capitão de uma armada à China.

## Genealogia
Martim Afonso de Melo Coutinho era filho de Jorge de Melo, o Lágeo, alcaide-mor de Redondo e Pavia, e de sua mulher D. Branca Coutinho.
Era irmão de Vasco Fernandes Coutinho, Manuel de Melo, comendador de Ferrados, Diogo de Melo (que morreu nos mares da China em 1522), Maria de Melo, Antónia de Vilhena, e Guiomar Coutinha, que casou com Rui Dias de Sousa, o Cid.
Foi camareiro-mor e guarda-mor do infante D. Duarte, e a partir de 1506 capitão e anadel-mor dos besteiros a cavalo.
Em 1514, tomou o hábito de Cristo.

## Capitão de Mazagão
Esse mesmo ano é nomeado primeiro capitão de Mazagão, que governa até 1517.

### Batalha da fonte do Bolião (Boulaouane) ouDos alcaides
Em 1514, os reis de Fez, e Mequinez tencionavam tomar Azamor, aparalhando-se «pera virem com todo seu poder (...) e para começar a guerra, & cerco, mandavão diante dous seus Alcaides famosos, com muitos, & bons cavalleiros, & gente de guerra, que por todos erão quatro mil de cavallo, & grande numero de pé». Sabendo disso João de Meneses, capitão de Azamor, Martim Afonso de Melo Coutinho, e Nuno Fernandes de Ataíde, capitão de Safim, depois de se têrem concertado decidiram atacar rapidamente os alcaides. D. João dispunha de 800 homens de cavalo e 1000 de pé, Nuno Fernandes de Ataíde, 400 lanças, e Martim Afonso de Melo, de 50 cavalos. Pediram também ajuda ao "mouro amigo" Iheabenafut com 1.500 lanças, ao adail Fernão Caldeira, de Arzila,  e a alguns outros. «Derão todos sobre os Alcaides, que confiados em sua multidão, & fama, os receberão com muito animo,& com o mesmo se começarão a defender como cavalleiros: mas os nossos com tanto impeto, & fervor entrárão, & continuarão a batalha, que forão os Alcaides desbaratados, ficando hum delles morto no campo, com mais de dous mil, & seiscentos de cavallo: & o outro se salvou deixando a lança, adarga, & cavallo, pera com mais dissimulação, & ligeireza o poder fazer. Morrerão mais sete Xeques, pessoas entre elles de grande authoridade; & da gente de pé hum grandissimo número.»

## Índia
Em 1521 capitaneou uma nau da armada da Índia, cujo  capitão-mor era seu primo D. Duarte de Meneses, nomeado governador da Índia. Partiram de Lisboa em 5 de Abril.

## China
Uma vez chegado à Índia devia partir para a China numa armada em que iam também seus irmãos Vasco Fernandes Coutinho, e Diogo de Melo, com Pedro Homem, capitães cada um de uma nau. Aí haveria de erguer uma fortaleza no Celeste Império e estabelecer uma rota comercial entre Samatra e a China. 

### Segunda batalha de Tamão
Partindo de Malacca em 10 de Julho de 1522, Martim Afonso, vem acostar em Agosto em Tamão (Tuen Mun，em chinês:  屯門), na costa chinesa, vila que tinha sido ocupada pelos portugueses desde 1514, onde um ano antes Simão de Andrade  tinha sido derrotado pelos chineses, na sequencia da embaixada falhada de Tomé Pires ao emperador. 
Aí Martim Afonso quer construir uma fortaleza , mas as tropas chinesas atacam-no, queiman uma nau e capturam outra. O irmão do Capitão-mor, Diogo de Melo morre durante a batalha, a sua nau tendo sido destruida pala artilharia chinesa. Martim Afonso nesta situação consegue voltar para Malaca com o resto da Armada, tês naus, onde chega em Outubro. Dos portugueses foram capturados 42 homens que serão mais tarde executados.
Os canhões utilizados pelos chineses nessa batalha eram copias de canhões portugueses que tinham sido levados à corte. Por isso os canhões chineses eram chamados "Feringis", que é o nome que se dava em oriente aos europeus, e particularmente nesse período de expansão, aos portugueses.
Não é certo que Martim Afonso tenha regressado a Portugal, porém a 21 de Abril de 1526 já se encontrava falecido.

## Descendência
Martim Afonso casou com Maria Henriques (filha de Francisco de Miranda Henriques, Comendador de Elvas ), com quem têve:
- Jorge de Melo Coutinho, que foi camareiro-mor, e Senhor da casa do seu pai.
- D. Filipa de melo, mulher de Jorge de Barros, feitor na Feitoria Portuguesa de Antuérpia.